# ESPN+
ESPN+ （发音为ESPN Plus）是美国一個流媒体訂閱服務，隸屬於迪士尼媒體和娛樂發行公司。該服務是迪士尼媒體和娛樂發行公司与ESPN Inc.合作的產物，而ESPN Inc.也是华特迪士尼公司與赫斯特国际集团的合資公司，兩家企業各佔股八成和二成。ESPN+是迪士尼媒體和娛樂發行公司在美国的三个旗舰流媒体訂閱服務之一，另外兩個則為Disney+和Hulu，並由迪士尼串流媒體服務提供技术支持。 
ESPN+上的特色内容有格斗运动（包括终极格斗冠军赛和顶级拳击报道）、美国大学田径运动、板球、美式足球、足球（例如美國職業足球大聯盟的比赛）、高爾夫球（例如PGA錦標賽）和网球。